# Loop-kwantumzwaartekracht
De loop-kwantumzwaartekracht is een natuurkundige theorie die probeert de algemene relativiteitstheorie en de kwantummechanica te verenigen tot één theorie.
Zwaartekracht is de enige fundamentele natuurkracht die nog niet in een consistente kwantumveldentheorie is geformuleerd. Loop-kwantumzwaartekracht is een niet-perturbatieve kwantisatie van een achtergrondonafhankelijke ijktheorie van het zwaartekrachtsveld. Dit betekent dat kwantumwetten opgelegd worden aan het zwaartekrachtsveld. Abhay Ashtekar beschreef de Einstein-veldvergelijking in termen van wat nu ashtekarvariabelen worden genoemd. In deze formulering bleek het mogelijk tot kwantisatie te komen.
De bijval in de natuurkundige gemeenschap is voorlopig beperkt. Er zijn geen voorspellingen van experimenteel toegankelijke data, wat de theorie volgens velen onwetenschappelijk maakt. Binnen de wereld van kwantumgravitatie houden zich meer onderzoekers bezig met de snaartheorie dan met de loop-kwantumzwaartekracht. Interessant aan de loop-kwantumzwaartekracht is de achtergrondonafhankelijkheid. In tegenstelling tot bij de snaartheorie wordt niet verondersteld ten opzichte van een vaste (vlakke) metriek te werken, maar kan gewerkt worden op een willekeurige dynamische variëteit. De loop-kwantumzwaartekracht bestudeert voorlopig alleen de gravitatie, dus de geometrie van de ruimtetijd zonder inhoud, daar waar de snaartheorie tracht alle krachten te verenigen. De snaartheorie is heel wat ambitieuzer en heeft reeds meer resultaten geboekt, maar steunt op extra niet-geverifieerde hypothesen.